# ひまわり学生運動
ひまわり学生運動（ひまわりがくせいうんどう、中国語: 太陽花學運、318學運）は、2014年（民国103年）3月18日に、中華民国（台湾）の学生と市民らが、立法院（日本の国会議事堂にあたる）を占拠した学生運動から始まった社会運動。

## 名称
3月18日に始まったことから、当初、台湾メディアでは318学運・占領国会事件と呼ばれていた。他に318青年占領立法院・太陽花学運・ヒマワリ学運・318公民運動などという呼び方がある。現在最も一般的な呼び方は太陽花学生運動になっている。
院内の状況は、随時メディアやニコニコ生放送経由で放送され、そのヒマワリが掲げられている様子を見て、他の支持者たちも次々とひまわりを贈った。
日本の報道では、単に「台湾立法院の占拠」と報じられることも多く、太陽花学運という呼び名は一般的ではないが、一部メディアでは、この名称を紹介することもある。
中華人民共和国（大陸）への経済依存が進行した香港では中国からの圧力が高まり、「今日の香港、明日の台湾」といったスローガンができた。。

## 概要

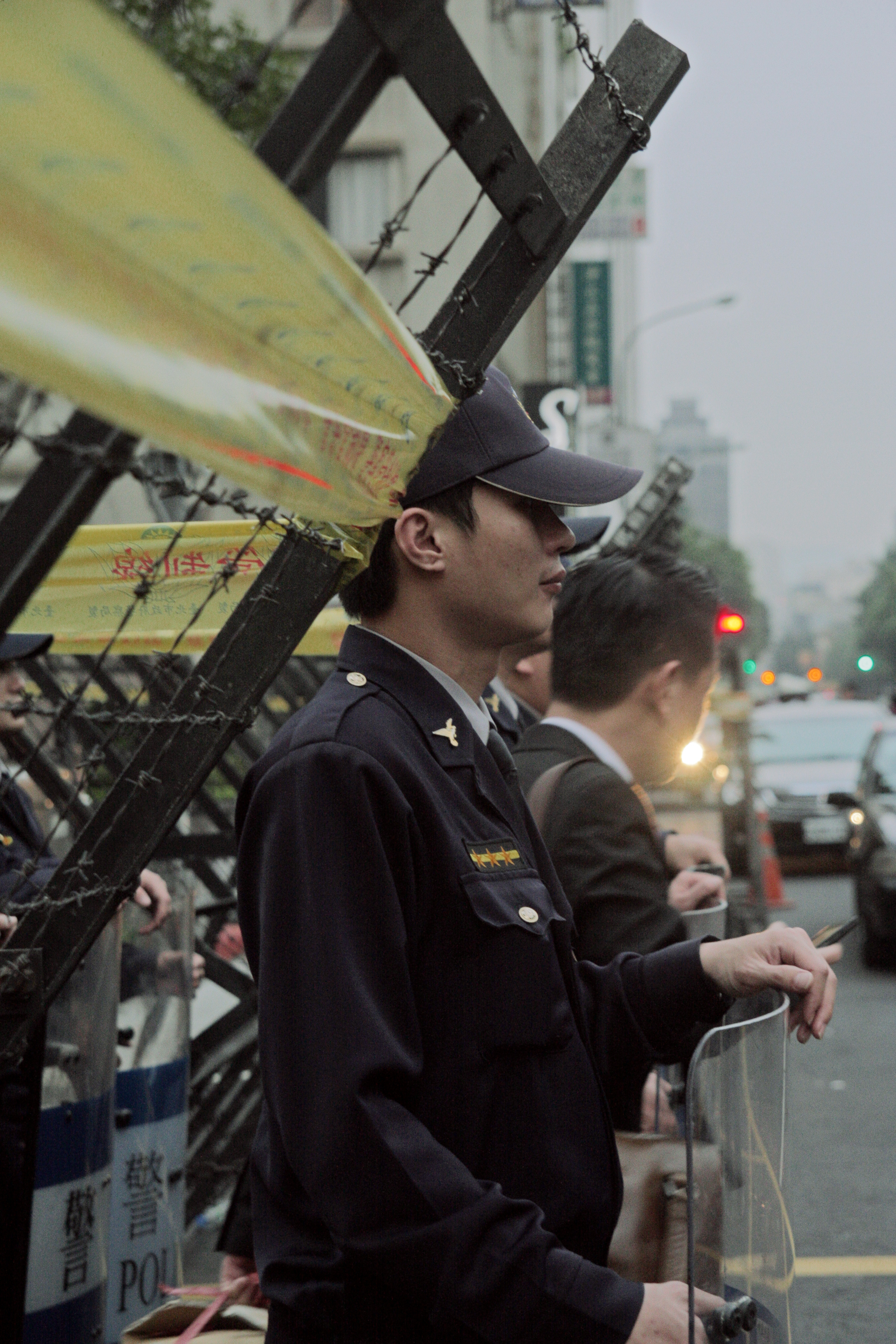
周囲を警戒する警察官

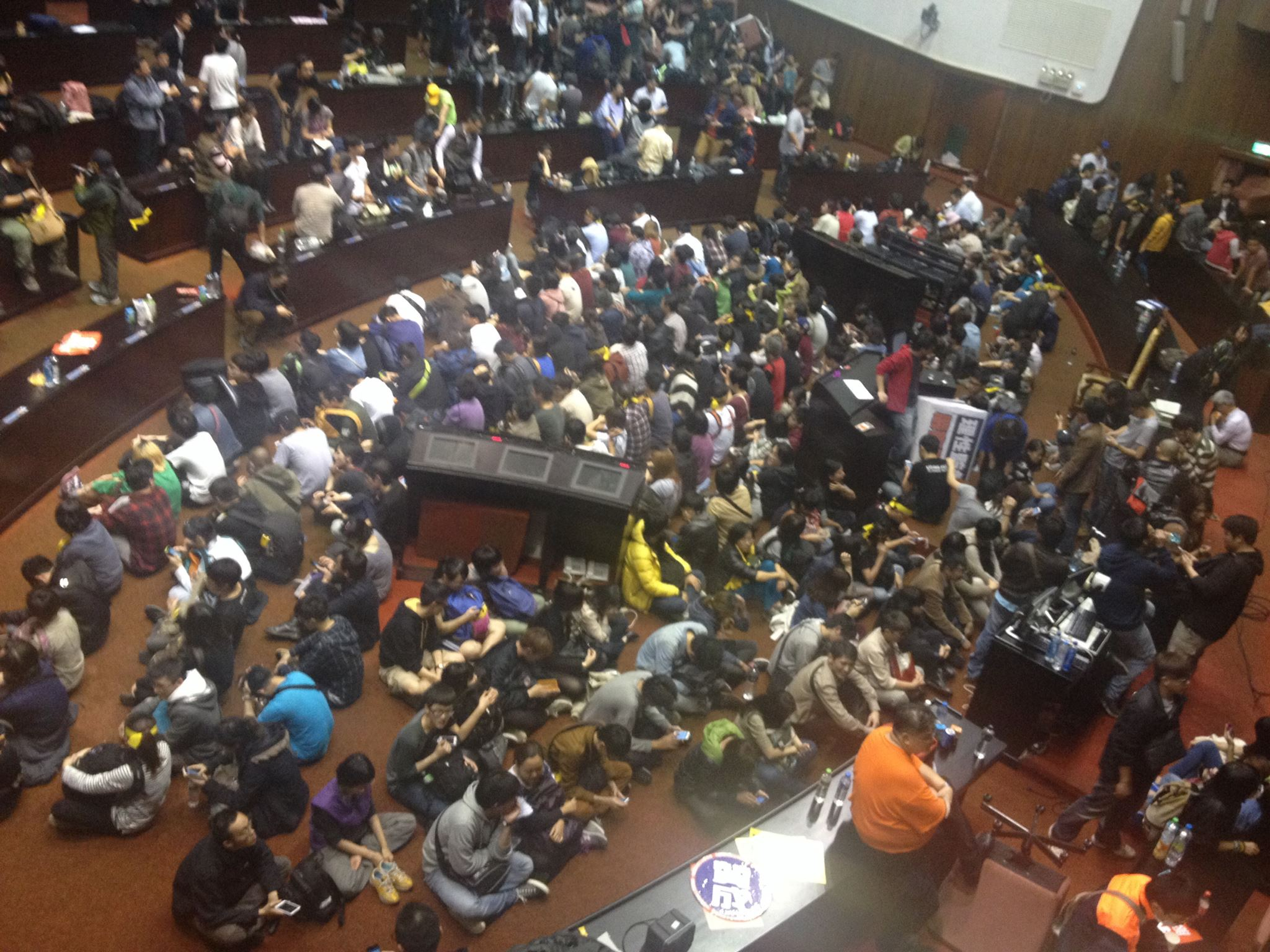
立法院の二階上から見た図

2014年（民国103年）3月17日、立法院にて、両岸間のサービス分野の市場開放を目指す「サービス貿易協定」の批准に向けた審議を委員会で行っていたが、与野党が携帯式スピーカーを持ち込んで、100デシベル程の「騒がしい言い合い」になっており、議事の進行を担当する与党・中国国民党の立法委員（議員）、野党・民主進歩党に占拠された講壇に上がることさえできなかったため、時間切れを理由に一方的に審議を打ち切った。そのため、反発が広がった。
3月18日午後6時（台湾標準時）ごろ、サービス貿易協定に反対するデモ活動が行われ、同日午後9時過ぎになって、300名を超える学生のデモ参加者が立法院議場内に進入した。
なお、民衆によって議場が占拠されたのは台湾の憲政史上初めてである。
立法院の外でも、学生たちを支持する市民が数千から数万人ほど集まり、デモを開いている。抗議活動には、学生や市民のほか、台湾最大野党の民主進歩党なども、学生と歩調を合わせ、抗議活動を拡大させている。
議場を占拠した若い学生たちは「台湾は当然、独立自主の主権国家」と考える「天然独」世代である。

## 過程
9時54分、議場内の学生たちは警察に議場を去るよう求め、「議場を国民に返せ」と大声で叫んだ。9時56分に、青島東路にいた警察を議場から追い出そうとした学生たちと警察との間で衝突が起こり、そして学生たちは議場2階の記者席及び傍聴席にも押し寄せた。議場を占領した学生たちはさらに《318青年、立法院を占領、ブラックボックスによるサービス業貿易協定反対宣言》を発表し、その中で主に、無理矢理可決させた後の経済発展の行く末を憂慮し、それに実質的にサービス業貿易協定の審査を改めてすることを求めると示した。
また、10時20分、学生代表として林飛帆が「我々は人民を代表して立法院を奪回する」、「私たちは野党が人民の行動に加わるのを歓迎する」、「我々は馬政府及び馬総統に、直ちに自ら国会へ出向き、人民の訴えに応えることを要求する」という三つの条件を提出し、それに加えて、今回のイベントに参加した人々が3月21日まで主席の席を占領することを表示した。
王金平立法院長は、サービス貿易協定への進め方で馬英九と反目しており、学生の排除にも否定的である。24日、台湾のテレビ局TVBSの世論調査では、学生たちの行動に市民の51%が賛成し、サービス貿易協定に対しては68%が反対を表明している。
3月25日、馬英九総統は学生の代表との会談を提案、学生側も受け入れた。ただし、会談の方法について、学生側は公開討論とするように要求するなどしている。条件は折り合わず、学生側は態度を硬化させ、提案を一旦白紙に戻した。3月27日、学生側は記者会見で、無期限の立法院占拠を宣言した。
中華人民共和国国務院は、この状況に「両岸の経済協力の進展が妨害されることを誰も望まない」と不快感を示し、陳水扁政権下の冷え込んだ両岸関係に戻ると牽制した。
3月29日、馬英九は記者会見で、両岸間で結ぶ協定に対し、立法院などによる監督権限を定めた法令を制定する考えを表明した。しかし、協定そのものの撤回は否定している。学生の指導者林飛帆は、毎日新聞とのインタビューで、一連の抗議活動を「台湾の民主主義を救うためだ」と説明している。
3月30日、学生側は総統府周辺で抗議集会を開いた。規模は主催者発表で50万人、警察発表では11万6000人である。また、香港でもこのデモに呼応して、学生を支持する市民800人が市街地でデモ行進を行った。一方、4月1日には、両岸統一を主張する親中派の中華統一促進党など約1500人が立法院前に集まり、サービス貿易協定の賛成を訴えるとともに、立法院に侵入しようとした。こちらは警官隊に阻止され、学生たちと睨み合いとなった。
4月4日、馬英九は、学生らが制定を求めていた立法院などの監視機能を定めた法令案（両岸協議監督条例）を行政院で決定した。学生らの要求に対して、一定の譲歩を示したが、学生側はより透明性の高い制度を要求しており、さらにサービス貿易協定そのものを見直すよう求めている。馬英九が一定の譲歩を示したことで、4月2日から3日にかけてのTVBSの世論調査では、立法院からの退去を主張する意見が33%となり、占拠継続への支持26%を逆転し、上回った。
4月6日、王金平立法院長は学生側の要求に応じ、「両岸協議監督条例」が法制化されるまで、サービス貿易協定の審議を行わないと表明すると共に、学生側に議場から撤退するよう呼びかけた。この提案を受けて学生側は、「この段階での任務を達成した」として4月10日に立法院から退去することを発表した。
4月10日、学生たちは立法院の議場から退去した。しかし、退去に反対する一部の学生は、立法院の敷地内に留まっていたものの、突入を許可された警察によって排除された。
この一連の事態の中で、台湾の民放の世論調査では、馬英九総統の支持率は10%前後にまで低下した。
4月16日、中華人民共和国国務院は学生の動きについて、両岸関係の平和的発展のプロセスを破壊、妨害するものと批判した。

## サービス貿易協定
両岸間のサービス分野の市場開放を目指す「海峡両岸サービス貿易協定」は、大陸側が金融や医療など80分野を、台湾側が運輸や美容など64分野を開放する協定で、2013年（民国102年）6月に両岸間で調印されたものの、台湾の中小企業へのダメージ、且つ台中間の政治問題で懸念が根強くあり、デモ及び占拠の原因となった。また、サービス貿易協定とは別の台中経済協定の協議も2014年中に締結を目指しており、中華人民共和国側はサービス貿易協定の早期発効を求めている。

## その後
2014年11月29日の統一地方選挙で中国国民党が大敗し、馬英九が国民党主席を辞任するなど、政権は大きなダメージを受けた。この選挙結果には、立法院占拠の影響が強いとの見方がある。選挙運動のリーダー林飛帆は、学生たちはこの結果に肯定的に見ているとしている。また「自分の役割から、選挙を分析するのは適当ではない」と前置きした上で、この学生運動が国民党の敗北に影響したという見解を示した。
2015年（民国104年）2月に行われる立法委員（日本の国会議員に相当）補選で、「ひまわり学生運動」の指導者の一人、陳為廷は2014年12月25日、出馬を取りやめると発表した。台湾メディアが報じた。陳は痴漢で起訴猶予処分になった過去を告白、批判が高まっていた。
2015年5月、学生運動の母体だった黒色島国青年陣線（黒島青）もその後の路線対立などから林飛帆ら複数の中心人物が脱退し、その一部学生により時代力量という政党が設立された。時代力量は、2016年1月の立法委員選挙において民主進歩党と協力した。時代力量は泛緑連盟に参加しながら、蔡英文政権に対して野党として是々非々で臨んでいる。2017年、黒島青は正式に解散した。
当時女子大生として参加し、議場の占拠で話題となっていた運動家の頼品妤は、2016年以降は時代力量の議員フレディ・リム（当時）のスタッフとなり、民主進歩党から出馬した2020年の第十回中華民国立法委員選挙では初当選を果たし、当期最年少の立法委員となった。ひまわり学生運動出身者が立法委員となるのは唯一かつ初の事例。

## 影響と評価
台湾独立運動の活動家史明は、2013年の黒島青による馬英九・呉敦義・江宜樺らの退陣を要求する『十月十日：奪回国家，人民除害』行動や、海峡両岸サービス貿易協定調印1周年の2014年6月に開かれた集会でも応援に駆け付けた。ひまわり運動期間中も林飛帆や頼品妤ら学生の正義感や行動を称賛していた。
一方で香港の両岸問題プラットフォーム中評社や台湾国内で中国寄りの論調とされる中国時報に寄稿している王崑義は馬政権を「黒箱」と糾弾していた学生らを逆に『台湾が「黒色島国」に変わってしまう』と批判している。
米国・ハフィントンポストは2014年「心に残ったデモのシンボル8選」の1つにひまわり学生運動を選出した。
ひまわり運動から1年後の2015年3月に現地大手紙聯合報は街頭インタビューや運動後の出版物分析を通じて、運動そのものには賛否両論があったものの若年層の支持は多く、
1. 『香港の雨傘運動』
2. 『（学生を含む）素人の政治参加』
3. 『柯文哲支持の女性急増[注 1]』
4. 『2014年中華民国統一地方選挙での国民党の退潮』
5. 『小政党の乱立（による2大政党での比例区への影響）』

という五つへの影響がもたらされたと総括した。従来は台湾の若年層も中高年層に比して政治には冷淡だったが、ひまわり運動を機に学生を含む20-30代の政治議論が日常的となり、運動前後に「覚青（覚醒青年の略語）」という新語も生まれた。学生らは異なる理由で街頭活動を行っていたが、共通の目標だった反中および反国民党では結束していた。2016年に政権交代が実現すると若年層の個別の不満は執政与党である民進党に向かい、2018年中華民国統一地方選挙での民進党敗北をもたらした。
ひまわり運動では香港の学生らが台湾の事例を視察したり、雨傘運動では台湾の学生が支援するなど急速に相互の連帯感を深めていった。香港の雨傘運動が結果として潰され、民進党も世論の支持を失うなど中国政府の動向次第で影響力が左右されるようになっていた。しかし2019年に香港では反送中デモとして、運動がより大規模かつ長期的なものとして復活、それに伴って台湾でもかつてのメディア独占反対運動（反媒体壟断運動）が「拒絶紅色メディア、守護台湾民主」パレードとして再燃し、2020年選挙の大きな流れを生み出した。

### 註釈
1. ↑  瓊瑤原作で1990年代の中華電視の恋愛ドラマ「婉君（中国語版）」になぞらえて婉君（中国語版）と呼ばれる若年層の網軍[48]